# Reading and Leeds Festivals

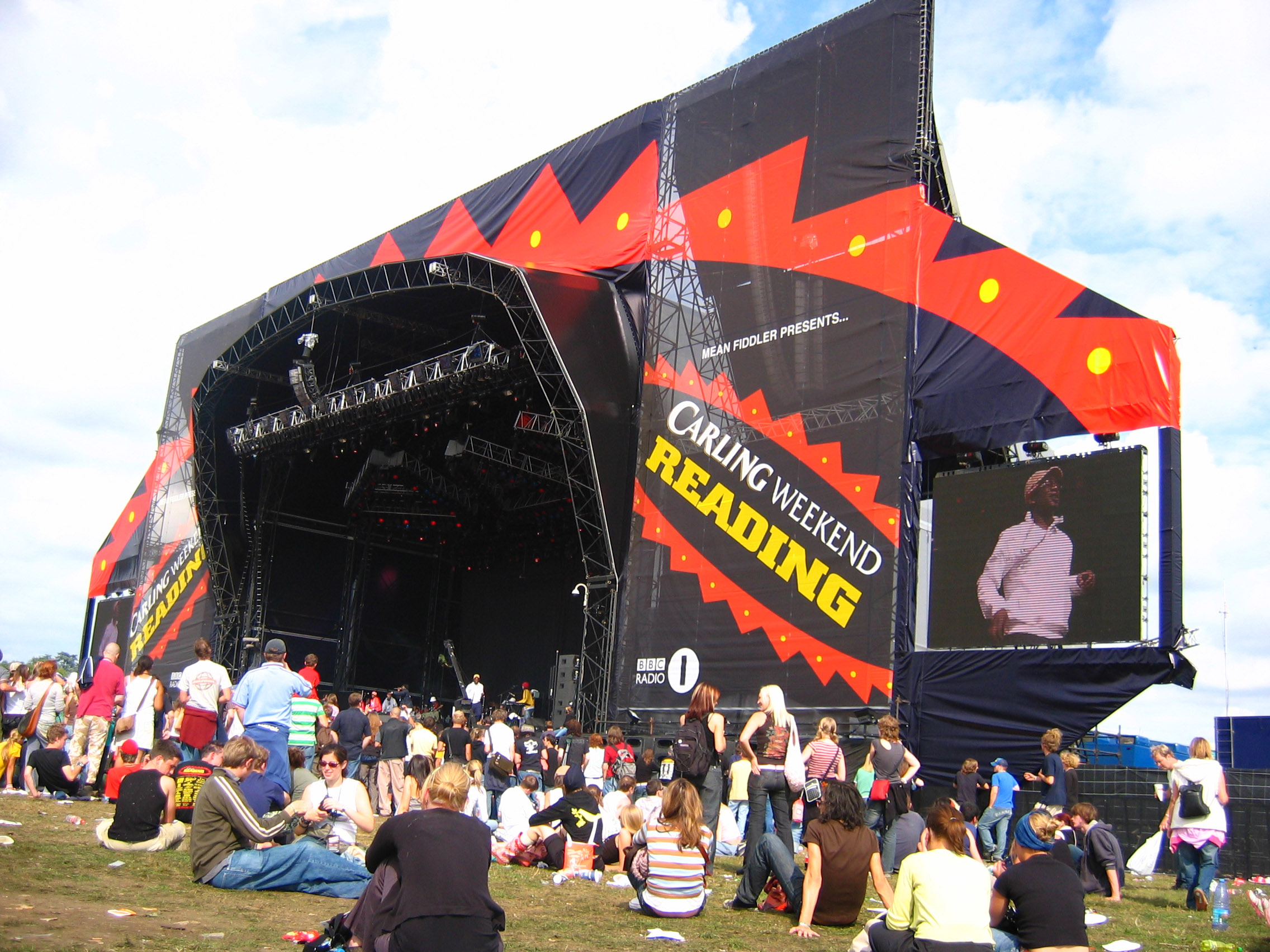
Hauptbühne vom Festival, 2005

Das Reading Festival ist ein international bekanntes Musikfestival in England, das jährlich an einem Wochenende im August stattfindet.

## Gründung
Vorläufer des Festivals war 1961 das National Jazz Festival, welches 1964 in National Jazz and Blues Festival umbenannt wurde. Initiator des Festivals war Harold Pendleton, Gründer des berühmten Marquee Clubs in London. 1971 wurde das Festival – anfangs in Richmond, dann in Windsor beheimatet – nach Reading in Berkshire verlegt und bekam den Namen Reading Festival.

## Musikrichtungen
Anfänglich bestand das Musikprogramm aus Jazz, entwickelte sich ab 1971 hin zu Rock, Blues und Heavy Metal und gewann immer mehr an Bekanntheit und Popularität. Bis 1975 waren die Besucherzahlen bis auf 70.000 gestiegen und viele international bekannte Bands hatten bereits auf dem Festival gespielt. Zu den bisherigen Musikrichtungen kamen bis zu den 80er Jahren auch Punk und New Wave hinzu. Aufgrund der verschiedenartigen Musikrichtungen häuften sich jedoch auch Gewalttätigkeiten unter den Fans der Gruppen im Publikum.
In den Jahren 1984 und 1985 fand keine Veranstaltung statt, da die konservative Gemeinde den Platz angeblich für andere Zwecke beanspruchte und keinen alternativen Austragungsort genehmigte. 
Bis 1987 war die Musik immer noch sehr an Rock und Heavy Metal orientiert und verbuchte auch gute Besucherzahlen. Als die Veranstalter im darauffolgenden Jahr mit Bonnie Tyler, Starship oder Squeeze mehr auf kommerziellen Pop setzten, gingen die Zuschauerzahlen allerdings rapide zurück. Meat Loaf wurde mit Flaschen beworfen, was Anschuldigungen gegen Pendleton zur Folge hatte, der auf diese Weise von der Mean Fiddler Music Group als Veranstalter des Festivals verdrängt wurde.

## Neuer Veranstalter ab 1989
Die Mean Fiddler Music Group (jetzt Festival Republic), als neuer Veranstalter schaffte es, das Festival bis Mitte der 90er wieder beliebter zu machen. Zu den Interpreten zählten nun Bands wie Nirvana, Suede und Blur. Spektakulär war 1992 der Auftritt von Kurt Cobain, der sich in einem Rollstuhl auf die Bühne fahren ließ.

## Carling Weekend (1998–2007)
1998 bekam das Festival mit Carling einen Sponsor und ab 1999 einen weiteren Zweig in Leeds. Auch der Name änderte sich. Die Veranstaltungen hießen nun jeweils Carling Weekend Reading und Carling Weekend Leeds. Ein System wurde entwickelt, bei dem die Interpreten, die am ersten Tag in Reading auftraten, am Folgetag in Leeds spielten und umgekehrt.
Während es in Leeds immer wieder Probleme mit Gewalt gab, wurde das Reading Festival zu einer der meistverkauften Veranstaltungen Großbritanniens. Karten für das Festival 2006 waren in weniger als 2 Stunden vergriffen, da in diesem Jahr das Glastonbury Festival nicht stattfand.
Nach der Trennung 2007 von Sponsor Carling bekamen die beiden Veranstaltungen offiziell wieder die Namen Reading Festival und Leeds Festival.